# La Peroja
La Peroja (oficialmente y en gallego A Peroxa) es un municipio español de la provincia de Orense, en la comunidad autónoma de Galicia. Pertenece a la Comarca de Orense. 

## Geografía
El relieve del municipio presenta una morfología claramente estructurada en tres unidades: un sector de baja montaña, comprendido entre los 600 y los 800 metros de altitud, que se extiende por las parroquias de Souto, Mirallos, Toubes, Armental y parte de Celaguantes. Aquí, la topografía es bastante accidentada, formada por numerosas lomas desgastadas por la erosión.
A medida que descendemos en altitud, entre los 400 y los 600 metros, nos topamos con la segunda mitad. Esta, que comprende las parroquias de Gueral, Villarrubín y La Peroja, aparece configurada por superficies de aplanamento, conocidas como "Os Chaos" (mesetas).
Por último, la tercera unidad geográfica está formada por las tierras de valle que se disponen junto a los ríos Barra y Miño, los dos principales cursos fluviales que, junto con el Búbal y el arroyo de Lentomil, drenan el término municipal.
El clima oceánico con matices meridionales, propicia una vegetación variada, aunque predominan las especies arbóreas típicas (pino, carballo, castaño y amieiros en los valles), mientras que la mayor parte de los montes solo tienen matorral.

## Historia
La presencia en el municipio de antiguos pobladores, se manifiesta a través de la existencia de restos de castros (especie de asentamientos caractarísticos de los pobladores Celtas) y de algunos vestigios arqueológicos que testimonian la presencia de asentamientos paleolíticos. Más tarde, la construcción de la vía romana "Aquas Flavias-Lucus", que pasaba por las proximidades del municipio, posibilitó la formación de nuevos núcleos de población.
Durante el Medioevo, fue significativa la presencia del conde de Ribadavia, que llegó a dominar la mayor parte de las parroquias que integran el municipio. También fue importante el señorío ejercido en estas tierras por el Obispado de Orense, que administró Villarrubín y Toubes, mientras que la parroquia de San Ciprián de Armental perteneció al señorío de don Pedro Losada y la de Beacán al monasterio benedictino de San Esteban de Ribas de Sil.
Las excesivas cargas fiscales a que estaban sometidos los campesinos de la zona, provocó, sobre todo en las parroquias de Graíces y Souto, la creación de potentes organizaciones agrarias de carácter revolucionario (agrarismo), que tenían como finalidad suprimir el sistema feudal y combatir los abusos de los señoríos, que mantuvieron sus privilegios a través del cobro de cuantiosas rentas en especies, hasta finales del año 1920.

## Geografía humana

### Organización territorial
El municipio está formado por ciento treinta y dos entidades de población distribuidas en catorce parroquias:
- Armental (San Ciprián)[4][5][7]
- Beacán (Santa María)
- Carracedo (Santiago)
- Celaguantes (San Julián)[4][8]
- Graíces (San Vicente)
- Gueral (San Martín)[4][9]
- La Peroja (San Ginés)[5][1]
- Mirallos (Santa María)
- Peares[5] (Nuestra Señora del Pilar)[4][10]
- San Salvador de Armental
- Santiago de La Peroja[5][1]
- Souto[5] (San Cristóbal)[4][11]
- Toubes (Santiago)
- Villarubín[5] (San Martín)[4][12]

### Demografía
Cuenta con una población de 1761 habitantes (INE 2024).
| Gráfica de evolución demográfica de A Peroxa entre 1842 y 2021 |
| |
| Población de derecho según los censos de población del INE Población de hecho según los censos de población del INEEn estos censos se denominaba Peroja: 1842, 1857 y 1860 En estos censos se denominaba Peroja, La: 1877, 1887, 1897, 1900, 1910, 1920, 1930, 1940, 1950, 1960, 1970 y 1981 |

## Accesos
Al municipio se puede llegar desde Gustey, desviándose de la N-525 de Orense a Santiago, o bien desde el mismo Orense en dirección a Oira, siguiendo la margen derecha del río Miño y entrando en La Peroja por Barra de Miño.

## Cultura

### Patrimonio
Desde la época medieval se conservan en La Peroja, las ruinas de un castillo que primero perteneció a un antiguo gobernador local y más tarde pasó a ser propiedad del Conde de Ribadavia. Está situado muy cerca del núcleo de La Peroja, en uno de los más hermosos panoramas de la provincia de Orense y fue durante siglos cabeza de jurisdicción y capital del estado de Temes.
Este castillo-fortaleza que sufrió cientos de ataques en sus mil largos años de historia fue destruido en el siglo XX para la construcción de la iglesia de La Peroja. Hoy en día está en vía de reconstrucción esta edificación que soportó la Guerra de los Irmandiños e más tarde los ejércitos de la Santa Hermandad.
La situación de este castillo es muy curiosa, ya que está asentado sobre un castro, en el que se asentaron los primeros pobladores. Durante la dominación romana llegaron numerosas familias a la península instalándose en lugares privilegiados y como no era menos también en La Peroja.
Fue la familia Temes la que se asentó aquí y fueron ellos quienes ordenaron la construcción del castillo para hacerlo plaza fuerte des sus tierras que abarcaba una extensión llegando hasta Sarria, Chantada, Villamarín, etc., logrando que el castillo fuese capital del condado, lugar de administración y centro de defensa. No se puede datar con exactitud la construcción del castillo, se cree que fue en el año 793 durante el reinado de Alfonso II, lo que sabemos por escritos de la época es que una de las razones que dio lugar a la construcción del castillo, fueron las continuas incursiones de los musulmanes en Galicia; esto provocó que se poblara de fortalezas y la familia Temes no fue una excepción.
En el siglo XIII el Castillo de La Peroja pasa a ser lugar de estancia del Adelantado Mayor de Galicia, hasta esas fechas estuvo en manos de los amos de las tierras, la familia Temes. Uno de los adelantados fue Pedro Ruiz Sarmiento en 1370, título otorgado por el rey Enrique II, comenzando aquí la dinastía de los Sarmiento. 
Estos traían como escudo de armas sobre campo de oro trece roeles rojos, que hoy figuran en la iglesia de la parroquia de Graíces, encima del retablo mayor. Y trece roeles amarillos sobre un fondo rojo son los que tiene el escudo actual del Ayuntamiento de la Peroja.
En el año 1920 fue adquirido por D. Artemio Fernández Quintela quien vendió la piedra de la Torre del homenaje, que aún se mantenía en pie, para la construcción de la actual iglesia de la Peroja. 
Hoy en día se encuentra en vías de reconstrucción sobre una loma donde se divisa uno de los panoramas más hermosos de la provincia.
La iglesia de San Ginés cuenta con una torre barroca con doble balconada. También tienen interés las iglesias parroquiales de Villarrubín y Armental, así como el retablo de la iglesia de la San Vicente de Graíces, en el que trabajó el escultor orensano de fines del siglo XVI y principios del XVII, Alonso López.
Abundan las casas señoriales y los pazos, como la casa hidalga de A Torre (Graíces), las señoriales de Souto y Cinconogueiras y los Pazos de Turbisquedo, Redondelle (Sano Equis), Ansariz (Armental) y Lo de Láncara.

### Festividades
A lo largo del año tienen lugar un total de 28 fiestas parroquiales, donde se mezclan tradición y modernidad. Entre las más interesantes citaremos las siguientes: 
- Romería de la Virgen de la Salud (Mirallos) el tercero domingo de septiembre, en una hermosa ermita ubicada en el monte de San Nicolás.
- Romería de la Virgen del Amparo (Carracedo) el segundo domingo de septiembre, en el Campo del Amparo, en una pequeña capilla.
- Romería de la Virgen del Rosario (Villarrubín) el primer domingo de octubre.
- Romería de la Virgen de las Nieves (Graíces) la primera semana de agosto.
- Romería de San Benito en San Ginés, el 11 de julio.

En La Peroja tiene lugar los días 13 y 27 de cada mes la Feria. Es conocida dentro y fuera de la provincia por su carne ao caldeiro de vitela, plato elaborado de igual modo que hace cientos de años, acompañado con bueno vino de la Ribeira Sacra y su copa de licor característico también de la zona.